# Моура, Энрике
Энрике Моура (порт. Henrique Moura; 8 февраля 1991, Гояния, Бразилия) — бразильский футболист, защитник.

## Клубная карьера
Энрике Моура начинал свою карьеру футболиста в клубе «Вила-Нова» из своего родного города Гояния. Он играл за него в 2011 году в Лиге Гояно и бразильской Серии B. 2012 год футболист провёл за «Гояс», будучи резервистом. Затем он сменил ещё ряд бразильских команд бразильских Серий C и D.
В июле 2017 года Энрике Моура подписал однолетний контракт с возможностью продления с коста-риканским клубом «Депортиво Саприсса». 30 июля того же года он дебютировал в коста-риканской Примере, выйдя в основном составе в домашнем поединке против «Кармелиты». Спустя 4,5 месяца бразилец забил свой первый гол на высшем уровне, открыв счёт уже на третьей минуте гостевого матча с командой «Перес-Селедон».
26 июля 2018 года Энрике подписал с клубом чемпионата Азербайджана «Сабаил» однолетний контракт с опцией продления ещё на один год.
9 августе 2019 года Энрике перешёл в клуб шведского Суперэттана ГАИС, подписав контракт на оставшуюся часть сезона.